# Ханвил (Луизијана)
Ханвил (енгл. Hahnville) насељено је место без административног статуса у америчкој савезној држави Луизијана.

## Демографија
По попису из 2010. године број становника је 3.344, што је 552 (19,8%) становника више него 2000. године.
| Група             | 2000.         | 2010.         |
| Белци             | 1.316 (47,1%) | 1.644 (49,2%) |
| Афроамериканци    | 1.421 (50,9%) | 1.570 (46,9%) |
| Азијати           | 3 (0,1%)      | 0 (0,0%)      |
| Хиспаноамериканци | 32 (1,1%)     | 94 (2,8%)     |
| Укупно            | 2.792         | 3.344         |